# Plectrocnemia eximia
Plectrocnemia eximia là một loài Trichoptera trong họ Polycentropodidae. Chúng phân bố ở miền Australasia.